# Phrynocephalus ananjevae
Phrynocephalus ananjevae (лат.) — вид агамовых ящериц из рода круглоголовок. Обитает в горах Загроса в Иране, являясь эндемиком этой страны. Назван в честь Н. Б. Ананьевой за её вклад в изучение агамовых ящериц и круглоголовок в частности.

## Описание
Ящерица средних размеров с увеличенными колючими чешуями на спинной стороне тела, формирующие ясно различимый крест на шее. Хвост короткий, короче или равен по длине телу, с чёрной вершиной, у самцов несколько длиннее. Вдоль позвоночника тянется продольный ряд увеличенных чешуй. Расстояние между ноздрями большое (до 5 чешуек в одном ряду). Ноздри направлены вперёд. Верхне- и нижненосовые чешуйки равны по размеру окружающим их чешуйкам.